# Pirodal
Il pirodal è un tipo di esplosivo ad alto potenziale ed effetto detonante utilizzato principalmente nella pirotecnia. ottenuto da una miscela di perclorato di potassio e/o clorato di potassio, antimonio e alluminio. Di fatto si tratta di una specie di polvere nera ma molto più potente nella quale è stato sostituito quasi totalmente il nitrato di potassio con il suo perclorato o clorato.
Le dosi in percentuale volume, generalmente, sono:
- 60 - 75% perclorato di potassio e/o clorato di potassio;
- 30 - 40% alluminio e/o antimonio in polvere (specie se di dimensioni micrometriche o nanometriche);

La percentuale di 10% di zolfo in polvere può essere sostituita con della crusca in questo caso al solo scopo di fare volume, maggiormente nella fabbricazione di ordigni illegali a scopo di festeggiamenti. Può rivelarsi pericoloso in tempi protratti e in ambienti umidi per l'azione innescante che l'acido solforico, prodotto dallo zolfo in combinazione col vapore acqueo, o con l'umidità dell'aria stessa, sul perclorato di potassio/clorato di potassio]e per la combinazione stessa dei due prodotti che ne elevano molto la sensibilità sia ad urti che al calore, sfregamento, ulteriormente accentuata dall'alluminio, questa composizione può facilmente andare in autodetonazione. In tempi passati al posto del Perclorato di potassio si utilizzava il clorato di potassio, molto più sensibile al calore e all'urto del Perclorato, i fuochisti lo utilizzano tuttora per alcune miscele, e in alcune regioni viene utilizzato soprattutto nei fuochi esplosivi illegali.
Questa composizione ha una velocità di detonazione di circa 4800 m/s, il 30% inferiore al TNT il fattore di esplosività è = 0,7.

## Storia
Il nome gli è stato assegnato da un Artificiere dei Carabinieri della Campania, l'App. Scelto Vincenzo CAPPELLI che quotidianamente lavora con questa miscela. Nel gergo  è conosciuta come "mistura", e viene utilizzata per la fabbricazione dei cosiddetti colpi scuri, ovvero i colpi che nelle batterie pirotecniche danno solo effetto acustico, senza ne luce ne colore, di qui colpi scuri. Va da sé, che il suffisso piro del nome, viene dal fatto che è una miscela pirica, a ed l stanno ad indicare le altre due sostanze base che ne possono far parte ovvero antimonio in polvere e/o alluminio in polvere, anche se tali lettere non indicano rispettivamente le due sostanze nella tavola periodica, se non unite insieme al per l'alluminio, che è frequentemente l'unica altra sostanza alla quale viene unito il clorato di potassio o il perclorato di potassio, a causa del costo elevato dell'antimonio. La nomenclatura è stata assegnata per indicare in modo veloce una miscela pirica esplosiva ad elevata sensibilità alla fiamma.
Altra variante di questa composizione è il Pirodex.